# 건축공간연구원
건축공간연구원(建築空間硏究院, Architecture & Urban Research Institute(약칭 “AURI”))는 건축과 도시공간에 관한 종합적인 연구를 수행함으로써 국민 복리의 향상과 국가 및 지역사회의 지속가능한 발전에 기여함을 목적으로 설립된 국무총리(국무조정실) 산하 경제인문사회연구회 소관 국책연구기관이다. 세종특별자치시 가름로 143(어진동, 중앙타운) 8층에 위치하고 있다.

## 연혁
- 2006년 6월 대통령 자문회의 건설, 기술선진화위원회의 대통령 보고시 건축도시 분야 국책연구기관 설립을 지시
- 2006년 10월 국무조정실, 국토연구원 부설기관으로 연구소 설립 추진 결정
- 2006년 12월 연구소 설립 예산 국회심의 의결
- 2007년 3월 국토연구원 정관개정 의결(경제인문사회연구회)
- 2007년 6월 건축도시공간연구소 설립 및 온영태 초대 소장 취임
- 2007년 8월 연구소 개소식
- 2009년 12월 손세관 2대 소장 취임
- 2010년 1월 보행환경연구센터 설립
- 2011년 5월 국가한옥센터 설립
- 2012년 9월 제해성 3대 소장 취임
- 2012년 12월 건축도시정책정보센터 설립
- 2013년 6월 녹색건축센터 지정
- 2014년 2월 도시재생지원기구 지정
- 2014년 11월 국가공공건축지원센터 개소
- 2014년 11월 건축협정지원센터 지정
- 2015년 1월 건축서비스산업지원센터 설립
- 2015년 6월 건축규제모니터링센터 지정
- 2015년 8월 세종특별자치시 신청사 이전
- 2015년 9월 김대익 4대 소장 취임
- 2016년 1월 범죄예방환경연구센터 설립
- 2018년 1월 건축문화자산센터 설립
- 2018년 5월 박소현 5대 소장 취임
- 2019년 1월 스마트 도시 서비스 지원기관 지정
- 2020년 5월 고령친화정책연구센터 설립
- 2020년 5월 '정부출연연구기관 등의 설립 운영 및 육성에 관한 법률' 일부 개정안 공포
- 2020년 11월 건축공간연구원 출범 (국토연구원 부설 건축도시공간연구소 → 건축공간연구원)

## 주요 업무
- 건축과 도시공간의 조성, 이용 및 디자인에 대한 종합적인 조사·연구개발
- 국토ㆍ지역ㆍ도시정책 관련 공간디자인 향상을 위한 연구
- 장소가치와 공간문화 향상에 관한 연구
- 국가·지방자치단체 등의 건축물과 공간환경 관련 계획 및 사업 지원
- 건축물과 공간환경 관련 정보체계 구축·운영 및 산업의 육성·지원
- 국내·외 유관기관과의 공동연구와 국가, 지방자치단체, 공공기관 및 민간단체 등으로부터의 연구용역 수탁
- 연구성과의 출판·배포 및 교육·연수·홍보 등 제반사업
- 건축도시공간 및 건축문화에 대한 D/B 구축 및 운영
- 그 밖에 설립목적에 부합하는 사업